# Michael Laverty
Michael Laverty (ur. 7 czerwca 1981 w Toomebridge) – brytyjski motocyklista.

## Kariera

### Przed MotoGP
Od 2001 do 2004 Laverty ścigał się w klasie Supersport kończąc za każdym razem sezon w czołowej 5, nie licząc jego debiutanckiego roku. W 2005 i 2006 ścigał się dla zespołu Stobart Motorsport w Mistrzostwach Wielkiej Brytanii (BSB), kończąc w klasyfikacji odpowiednio na  10 i 7 miejscu.
Laverty zaliczył powrót do klasy Supersport w 2007 z zespołem TAS Suzuki, gdzie zdobył tytuł pokonując swojego kolegę zespołowego, Iana Lowry'ego, po tym zdecydował się na powrót do BSB i sezon 2008 zakończył z 9. miejscem w generalce.
W 2009 roku Laverty postanowił przenieść się do amerykańskiej serii Superbike'ów (AMA Superbike Championship), gdzie reprezentował barwy Celctic Racing, każdy wyścig kończył w pierwszej 10, a jego najlepszym rezultatem było 2. miejsce za Matem Mladinem na torze Road America. Rok później związał się z teamem Relentless Suzuki, przynosząc im pierwsze zwycięstwo w BSB na torze Oulton Park. W 2011 był związany kontraktem z teamem Swan Yamaha, a w 2012 z Hardinge Sorrymate.com Honda (odpowiednio 4 i 5 miejsca w klasyfikacji końcowej BSB).

### MotoGP
Rok 2013 Laverty rozpoczął już jako zawodnik najwyższej kategorii MMŚ, czyli MotoGP, dosiadał motocykla CRT w zespole Paula Birda (Paul Bird Motorsport). Po obiecujących występach przedłużył swój kontrakt z PBM, tym razem jednak dysponował maszyną w specyfikacji 'Open' (ART). W sezonie 2014 kilkakrotnie ocierał się o punkty, a ich zdobył zaledwie 9. W kolejnym sezonie zmagań wystąpił tylko w jednym wyścigu, zastępując zwolnionego z zespołu Marco Melandriego.

## Statystyki

### Sezony
| Sezon | Klasa  | Motocykl | Wyścigi | Wygrane | Podia | PP | Najsz. okr. | Pkt. | Miejsce |
| ----- | ------ | -------- | ------- | ------- | ----- | -- | ----------- | ---- | ------- |
| 2013  | MotoGP | PBM      | 18      | 0       | 0     | 0  | 0           | 3    | 25      |
| 2013  | MotoGP | ART      | 18      | 0       | 0     | 0  | 0           | 3    | 25      |
| 2014  | MotoGP | PBM      | 18      | 0       | 0     | 0  | 0           | 9    | 24      |
| 2015  | MotoGP | Aprilia  | 1       | 0       | 0     | 0  | 0           | 0    | NC      |
| Razem |        |          | 37      | 0       | 0     | 0  | 0           | 12   |         |

### Starty
| Rok  | Klasa  | Motocykl | 1      | 2      | 3      | 4      | 5      | 6      | 7      | 8      | 9      | 10     | 11     | 12     | 13     | 14     | 15     | 16     | 17     | 18     | Poz. | Pkt. |
| ---- | ------ | -------- | ------ | ------ | ------ | ------ | ------ | ------ | ------ | ------ | ------ | ------ | ------ | ------ | ------ | ------ | ------ | ------ | ------ | ------ | ---- | ---- |
| 2013 | MotoGP | PBM      | QAT 17 | AME 16 | ESP 13 | FRA 17 | ITA 17 | CAT NU | NED 22 | GER 16 | USA NU | IND 18 | CZE 18 | GBR 19 | RSM 18 |        |        |        |        |        | 25   | 3    |
| 2013 | MotoGP | ART      |        |        |        |        |        |        |        |        |        |        |        |        |        | ARA NU | MAL NU | AUS 18 | JPN 19 | VAL 17 | 25   | 3    |
| 2014 | MotoGP | PBM      | QAT 16 | AME 16 | ARG 18 | ESP 16 | FRA 16 | ITA 16 | CAT 17 | NED 21 | GER NU | IND 14 | CZE NU | GBR 17 | RSM 17 | ARA 16 | JPN 18 | AUS 13 | MAL 12 | VAL 19 | 24   | 9    |
| 2015 | MotoGP | PBM      | QAT    | AME    | ARG    | ESP    | FRA    | ITA    | CAT    | NED    | GER 20 | IND    | CZE    | GBR    | RSM    | ARA    | JPN    | AUS    | MAL    | VAL    | NC   | 0    |